# هيلين آدم
هيلين آدم (بالإنجليزية: Helen Adam)‏ (و. 1909 – 1993 م) هي شاعرة، ومؤلفة، وكاتِبة من المملكة المتحدة، والولايات المتحدة، ولدت في غلاسكو، توفيت في نيويورك، عن عمر يناهز 84 عاماً.

## التعليم
تعلمت في جامعة إدنبرة.

## جوائز
حصلت على جوائز منها:
- جائزة المنافسة العامة  [لغات أخرى]‏ (1946)
- قائد الفنون والآداب

## وصلات خارجية
- هيلين آدم على موقع IMDb (الإنجليزية)
- هيلين آدم على موقع ميوزك برينز (الإنجليزية)
- هيلين آدم على موقع أول موفي (الإنجليزية)
- هيلين آدم على موقع كينوبويسك (الروسية)